# Guglielmo I di Aquitania
Guglielmo d'Aquitania, detto anche Guglielmo il Pio o Guglielmo d'Alvernia (22 marzo 875 – Lione, 28 giugno 918) è stato un sovrano franco, marchese di Gotia, conte d'Alvernia (886-918) , del Berry, di Limoges, di Lione e di Mâcon, e duca d'Aquitania (893-918).

## Origine
Figlio del duca di Settimania, conte di Autun, conte di Rodez, conte d'Alvernia e conte di Tolosa, Bernardo Piede di Velluto (quindi nipote di Bernardo di Settimania) e di Ermengarda († dopo il luglio 883), figlia del conte Bernardo I d'Alvernia († 868) e di Liutgarda.

## Biografia
Nell'886, alla morte del padre gli subentrò nel titolo di conte, come risulta da un documento dell'agosto 886, del cartolario della chiesa di Saint-Cyr di Nevers: in quell'anno, divenne marchese di Gotia, conte d'Alvernia, del Berry, di Limoges, di Lione e di Mâcon.
Nel Chronicon Sancti Maxentii Pictavensis, viene riferito che il conte di Poitiers, Ranulfo II, che aveva avuto un figlio, Ebalus il Bastardo, era suo consanguineo ed era in ottimi rapporti sia con Guglielmo che con Rollone, duca dei Normanni.
Dopo che Oddone, conte di Parigi, membro della famiglia dei Robertingi, era stato eletto re dei Franchi occidentali, secondo il Siège de Paris par les Normands, poème d´Abbon, si diresse in Alvernia, per combattere il conte d'Alvernia, Guglielmo il Pio, e che, durante i combattimenti, nel 989, Guglielmo uccise Ugo conte di Bourges, che invece si era alleato con Oddone.
Nell'893, anno in cui Guglielmo viene citato in un documento dell'abbazia di Cluny come nipote della badessa Ada, diede ospitalità e protezione ad Ebalus il Bastardo, nuovo duca d'Aquitania, dopo la morte del padre, Ranulfo II. Guglielmo subentrò nel titolo e nella proprietà ad Ebalus (già da quell'anno viene citato come duca d'Aquitania), divenendo così uno dei maggiori feudatari dell regno dei Franchi.
Durante il suo governo sia l'Aquitania che l'Alvernia dovettero subire dure devastazioni da parte dei vichinghi, nell'897, quando il re di Francia Oddone I li pagò perché lasciassero la valle della Senna e i vichinghi si diressero e oltrepassarono la Valle della Loira e poi l'anno dopo, dopo la morte del re Oddone, si spinsero oltre la Loira senza che il nuovo re di Francia, Carlo il Semplice, facesse nulla per aiutare il ducato e la contea.
Dato che un certo numero di vichinghi si era stabilito lungo la Valle della Loira, attacchi e saccheggi nel ducato continuarono a verificarsi anche dopo il trattato di Saint-Clair-sur-Epte, in quanto i vichinghi stabilitisi sulla Loira non avevano riconosciuto il trattato.
Tra il 909 ed il 910, Guglielmo, assieme alla moglie fondò l'abbazia Benedettina di Cluny, come risulta da un documento dell'abbazia di Cluny, dell'11 settembre 910, e, come primo abate fu nominando san Bernone di Borgogna. Inoltre aveva concesso in dono alla chiesa di Roma tutti i suoi diritti sull'abbazia e questo diritto poi fu esteso a tutti i monasteri che si unirono alla congregazione cluniacense, che quindi si sottraevano al potere sia del re di Francia che dei vescovi della zona, rispondendo direttamente al papa.
Guglielmo morì senza diretti discendenti, il 28 giugno 918 a Lione e venne sepolto il 6 luglio nella Basilica di San Giuliano a Brioude lasciando i titoli di duca d'Aquitania e conte d'Alvernia al nipote Guglielmo il Giovane, figlio della sorella Adelinda o Adelaide.

## Matrimonio e discendenza
Prima dell'898, Guglielmo aveva sposato Engelberga (ca. 877- dopo il 918, suora nel monastero di San Siro di Piacenza), figlia del conte di Vienne, vice-Re d'Italia, governatore e conte di Provenza, poi re di Provenza, Bosone V di Arles, figlio del conte Bivin di Vienne (822-877) (a sua volta figlio di Bosone il Vecchio (?-855), considerato il capostipite della dinastia, conte della Borgogna Cisgiurana) e di Ermengarda d'Italia, figlia dell'Imperatore del Sacro Romano Impero, Re d'Italia, ed anche re di Provenza, Ludovico II il Giovane e di Engelberga d'Alsazia. Engelberga era sorella quindi di Ludovico III (880-928), re di Provenza, re d'Italia ed imperatore come risulta da un documento di donazione all'abbazia di Cluny, del gennaio 917.
Da Engelberga, Guglielmo ebbe due figli:
- Bosone (?- prima del 918), che premorì al padre.
- una possibile figlia (Ermengarda d'Aquitania) che sposò Rotboldo il Vecchio(ca.907-950).

### Fonti primarie
- (LA)  Chronicon Sancti Maxentii Pictavensis.

### Letteratura storiografica
- René Poupardin, I regni carolingi (840-918), in «Storia del mondo medievale», vol. II, 1979, pp. 583–635
- Allen Mawer, I vichinghi, in «Storia del mondo medievale», vol. II, 1979, pp. 734–769
- Louis Halphen, La chiesa da Calomagno a Silvestro II, in «Storia del mondo medievale», vol. IV, 1979, pp. 5–20
- Alexander Hamilton Thompson, Gli ordini monastici, in «Storia del mondo medievale», vol. V, 1980, pp. 245–294
- E. W. Watson, Lo sviluppo dell'organizzazione ecclesiastica e le sue basi economiche, in «Storia del mondo medievale», vol. V, 1980, pp. 425–460
- (FR)  Siège de Paris par les Normands, poème d´Abbon.
- (FR)  Claude Devic e Joseph Vaissette, Histoire générale de Languedoc Google Books Vol. 1 (1840), Vol. 2 (1840), Vol. 3 (1841), Vol. 4 (1749), Vol. 5 (1842), Vol. 6 (1843), Vol. 7 (1843), Vol. 8 (1844), Vol. 9 (1845)